# Боекур
Боекур (фр. Boécourt) — громада  в Швейцарії в кантоні Юра, округ Делемон.

## Географія
Громада розташована на відстані близько 50 км на північ від Берна, 11 км на захід від Делемона.
Боекур має площу 12,4 км², з яких на 8,6% дозволяється будівництво (житлове та будівництво доріг), 49,5% використовуються в сільськогосподарських цілях, 41,3% зайнято лісами, 0,6% не є продуктивними (річки, льодовики або гори).

## Демографія
2019 року в громаді мешкало 925 осіб (+7,3% порівняно з 2010 роком), іноземців було 8,4%. Густота населення становила 75 осіб/км².
За віковим діапазоном населення розподілялося таким чином: 22,3% — особи молодші 20 років, 58,7% — особи у віці 20—64 років, 19% — особи у віці 65 років та старші. Було 373 помешкань (у середньому 2,5 особи в помешканні).
Із загальної кількості 384 працюючих 37 було зайнятих в первинному секторі, 280 — в обробній промисловості, 67 — в галузі послуг.